# Kleppestø
Kleppestø är en del tätorten Askøy som utgör centralort i Askøy kommun i Vestland fylke i västra Norge. Orten ligger väster om staden Bergen. Då Kleppestø inte utgör en egen tätort finns ingen befolkningsstatistik för orten. Grunnkretsen Kleppestø har dock 787 av tätorten Askøys totalt nästan 19 000 invånare.
Här finns Kleppestø senter, som är ett köpcentrum med över 50 butiker. Centret öppnade 9 september 1976 under namnet Kleppestø Torg. Det utvidgades 1986 och 1997.